# Берк, Том (легкоатлет)
Томас Берк (англ. Thomas Edward Burke; ) —
На играх, Берк участвовал в двух гонках — на 100 и 400 м. 6 апреля, он участвовал в отборочных забегах к ним, и каждый раз выигрывал в своей группе. 7 апреля состоялся финал 400-метрового соревнования, которое Берк выиграл, на секунду опередив ближайшего соперника, своего соотечественника Герберта Джемисона. 10 апреля прошла заключительная гонка на 100 метров, которую Берк также выиграл.
На Олимпиаде Берк использовал довольно редкий в те времена низкий старт, который впоследствии стал стандартом профессионального спринта. Берк дошёл до этой идеи самостоятельно, наблюдая за животными, которые сжимаются перед броском. Хотя техника низкого старта использовалась некоторыми бегунами и до Тома Берка.